# Värnhem
Värnhem är ett delområde i Malmö. Området ligger mellan Föreningsgatan och Nobelvägen, sydväst om Sallerupsvägen och norr om S:t Pauli norra kyrkogård (gränsen mot Västra Sorgenfri löper utmed Industrigatan och Sankt Knuts väg) samt S:t Pauli mellersta kyrkogård. 
I dagligt tal avser "Värnhem" ett större stadsområde som består av kvarteren kring Värnhemstorget, begränsat av Drottninggatan, Hornsgatan, Nobelvägen och Sankt Pauli Kyrkogata (gränsen går i mitten, jämna nummer tillhör Värnhem).
Bostadshus på Värnhem är till största del byggda på 1920- och 1930-talen. Bostadshusen byggda på 1930-talet är byggda i minimalistisk stil så kallad funkis och känns igen på de kvadratiska och släta fasaderna med sina glasade entréer. Husen byggda i början av 1920-talet inspirerades av klassicismen. Sorgenfri industriområde ligger i den södra delen av Värnhem.
Värnhem är idag en viktig knutpunkt för Malmös busstrafik och från den 9 december 2018 finns även Östervärns station för pågatåg som är ett stopp på Malmöringen.
De kommande åren planerar Malmö stad att bygga ihop Värnhem med intilliggande Kirseberg där Östervärns station kommer utgöra centrum av den nya bebyggelsen. Här planeras bostäder för 4200 personer och arbetsplatser för lika många.
Områdets skola är Rörsjöskolan (1-9), (byggd 1899) och här finns Rörsjöns och Lärkträdets förskolor. Den tidigare Värnhemsskolan och Värnhemstorget ligger i delområdet Rörsjöstaden.

## Värnhems funktion
Enligt skriften ”Kulturmiljön kring Värnhem” (utgiven av Malmö stad 2004) kan Värnhemstorgets funktion sammanfattas som ett torg med plats för rörelse, en kollektivtrafiknod präglad av att vara en väntplats. Torget används dock inte enbart på detta viset. Berntssons (2005) studie om Värnhemstorget från Lund universitet menar att torget används för offentliga sociala mötesplatser.
“Både en kollektivtrafiknod, inkluderat vardagsaktiviteter, och ett torg, präglat av mångfacetterade, sociala, ekonomiska och fysiska aktiviteter”, citat av Berntssons (2005) i Kulturmiljön kring Värnhem.